# Куницкий, Степан
Степан Куницкий (Стефан, укр. Степан Куницький пол. Stefan Kunicki; около 1640—1684) — Польский дворянин, гетман Правобережной Украины в 1683—1684 годах.

## Биография
Был сторонником Ивана Выговского, в 1660 году в составе его отряда принимал участие в Чудновской кампании.
В январе 1673 года привёз письмо от гетмана Петра Дорошенко к польскому королю Михаилу Корибуту Вишневецкому, принимал участие в работе сейма. Был подстаростой в Немирове. Во время турецкой оккупации Правобережья был назначен турками корсунским полковником.
По настоянию гетмана Михаила Ханенко 25 февраля 1673 года был нобилитован в шляхтичи и получил герб Сас.
23 июля 1683 года совет правобережного казачества обращается к королю Яну III Собескому с просьбой принять её под свою власть и позволить совершить поход на турецкие владения. 24 августа того же года польский монарх назначил Степана Куницкого гетманом правобережного Войска Запорожского. В конце 1683 года 5-тысячное войско наказного гетмана осуществляет поход через молдавскую землю в буджацкую и белгородскую степь. Казаки освободили почти всё Правобережье от турок и нанесли поражение татарам в битве под Кицканами, но в начале 1684 года сами были разбиты в Молдове в битве под Рени.
Куницкий с казацкой конницей в начале января 1684 года перешёл Днестр и планировал по левом берегу реки образовать оборонную линию от татар. В переписке с каштеляном Потоцким он благодарил за посланную ему гетманскую булаву и требовал плату для войска за поход. По некоторым данным, он получил от польского правительства 100 тысяч злотых, но разделил эту сумму не между всем войском. Также в переписке с польским королём гетман выдвигал политические требования относительно увеличения казацкой автономии.
В начале марта 1684 года казаки, недовольные действиями гетмана, которые привели к гибели значительного количества людей, на совете под Могилёвом переизбрали своего руководителя и поставили на гетманство полковника Андрея Могилу. Когда Куницкий, переодевшись в монашескую одежду, пытался убежать с места проведения совета, он был убит. В Молдове также сохранилась легенда о том, что Куницкий погиб совсем по-другому, в неравном бою с татарами, перед тем убив хана.
Поход гетмана Куницкого в Молдавию в 1683—1684 годах был очередной вехой в совместной борьбе молдавского и украинского народов против татарского ига. Более того, эта военная операция стала одним из ярких эпизодов общей борьбы европейских народов с Османской империей в их противодействии распространению турецкого влияния на христианский мир Центральной и Восточной Европы.